# Rémelfing
Rémelfing é uma comuna francesa na região administrativa de Grande Leste, no departamento de Mosela. Estende-se por uma área de 2,62 km². Em 2010 a comuna tinha 1 432 habitantes (densidade: 546,6 hab./km²).